# Espagne aux Jeux paralympiques
L'Espagne participe aux Jeux paralympiques depuis les jeux d'été de 1968. Les athlètes espagnols ont représenté l'Espagne dans dix des douze Jeux paralympiques d'été, ratant seulement les deux premiers jeux à Rome (1960) et à Tokyo (1964).
Le tournant majeur dans le sport paralympique espagnol survient en 1992, lorsque le pays accueille les Jeux paralympiques d'été. Le nombre de médailles reportées par ses athlètes a explosé, faisant de l'Espagne une référence mondiale de la discipline. Les Jeux paralympiques d'été de 2000 à Sydney sont ceux où les Espagnols ont remporté le plus de médailles, mais cette réussite a été entachée par une controverse autour de la tricherie qu'auraient utilisé plusieurs joueurs, ce qui a fait changer la façon dont les athlètes déficients intellectuels étaient testés pour leur handicap.

## Équipes
Traditionnellement, l'Espagne envoie trois fois plus de concurrents masculins que féminins. Toutefois, les femmes ont remporté 48,39 % de toutes les médailles paralympiques espagnoles, contre 24,32 % pour les hommes[pas clair].

### Multi médaillés
Plusieurs athlètes espagnols ont remporté au moins trois médailles d'or ou cinq médailles différentes.
| N° | Athlète                      | Sport | Sport             | Années    | Nombre de participations | Sexe | Or | Argent | Bronze | Total |
| -- | ---------------------------- | ----- | ----------------- | --------- | ------------------------ | ---- | -- | ------ | ------ | ----- |
| 1  | Purificacion Santamarta (en) |       | Athlétisme        | 1980-2004 | 7                        | F    | 11 | 4      | 1      | 16    |
| 2  | Richard Oribe (en)           |       | Natation          | 1992-2012 | 6                        | M    | 9  | 6      | 2      | 17    |
| 3  | Sebastián Rodríguez (en)     |       | Natation          | 2000-2016 | 5                        | M    | 8  | 3      | 4      | 15    |
| 4  | Teresa Perales               |       | Natation          | 2000-2024 | 5                        | F    | 7  | 10     | 11     | 28    |
| 5  | Sara Carracelas Garcia (en)  |       | Natation          | 1996-2008 | 4                        | F    | 6  | 1      | 3      | 10    |
| 6  | Javier Conde (en)            |       | Athlétisme        | 1992-2008 | 5                        | M    | 7  | 2      | 0      | 9     |
| 7  | Júlio Requena (en)           |       | Athlétisme        | 1992-2000 | 3                        | M    | 5  | 1      | 2      | 8     |
| 8  | Javier Torres (en)           |       | Natation          | 1996-2008 | 4                        | M    | 4  | 3      | 3      | 10    |
| 9  | Enhamed Enhamed (en)         |       | Natation          | 2004-2012 | 4                        | M    | 4  | 1      | 5      | 10    |
| 10 | David Casinos (en)           |       | Athlétisme        | 2000-2016 | 5                        | M    | 4  | 0      | 1      | 5     |
| 11 | Antonio Cid (en)             |       | Boccia            | 1992-2004 | 4                        | M    | 3  | 2      | 1      | 6     |
| 12 | Ricardo Ten                  |       | Natation Cyclisme | 1996-2020 | 7                        | M    | 3  | 1      | 3      | 7     |
| 13 | Jesús Collado (en)           |       | Natation          | 2000-2012 | 4                        | M    | 3  | 0      | 3      | 6     |
| 14 | Michelle Alonso (en)         |       | Natation          | 2012-2020 | 3                        | F    | 3  | 0      | 0      | 3     |
| 15 | Enrique Floriano (en)        |       | Natation          | 2000-2012 | 3                        | M    | 2  | 4      | 2      | 8     |
| 16 | Miguel Luque (en)            |       | Natation          | 2000-2020 | 6                        | M    | 2  | 3      | 2      | 7     |
| 17 | Christian Venge (en)         |       | Cyclisme          | 2000-2012 | 4                        | M    | 2  | 2      | 1      | 5     |
| 18 | Beatriz Mendoza (en)         |       | Athlétisme        | 1992-2000 | 3                        | F    | 2  | 1      | 3      | 6     |
| 19 | Juan Viedma (en)             |       | Athlétisme        | 1992-2000 | 3                        | M    | 2  | 1      | 2      | 5     |
| 20 | Deborah Font (en)            |       | Natation          | 2000-2012 | 4                        | F    | 1  | 2      | 4      | 7     |
| 21 | Sarai Gascón Moreno (en)     |       | Natation          | 2008-2016 | 3                        | F    | 0  | 5      | 1      | 6     |
| 22 | José Manuel Ruiz Reyes (en)  |       | Tennis de table   | 2000-2016 | 5                        | M    | 0  | 3      | 2      | 5     |

## Bilan général

### Jeux paralympiques d'été
| Année                            | Or                                | Argent                            | Bronze                            | Total                             | Classement                        |
| 1960 Rome                        | Le pays ne participe pas aux Jeux | Le pays ne participe pas aux Jeux | Le pays ne participe pas aux Jeux | Le pays ne participe pas aux Jeux | Le pays ne participe pas aux Jeux |
| 1964 Tokyo                       | Le pays ne participe pas aux Jeux | Le pays ne participe pas aux Jeux | Le pays ne participe pas aux Jeux | Le pays ne participe pas aux Jeux | Le pays ne participe pas aux Jeux |
| 1968 Tel-Aviv                    | 0                                 | 3                                 | 1                                 | 4                                 | 20e sur 22                        |
| 1972 Heidelberg                  | 0                                 | 4                                 | 1                                 | 5                                 | 27e sur 31                        |
| 1976 Toronto                     | 4                                 | 6                                 | 2                                 | 12                                | 22e sur 32                        |
| 1980 Arnhem                      | 1                                 | 13                                | 9                                 | 23                                | 28e sur 40                        |
| / 1984 New York/Stoke Mandeville | 21                                | 10                                | 12                                | 43                                | 11e sur 38                        |
| 1988 Séoul                       | 18                                | 13                                | 12                                | 43                                | 13e sur 48                        |
| 1992 Barcelone                   | 39                                | 32                                | 49                                | 120                               | 4e sur 55                         |
| 1996 Atlanta                     | 39                                | 31                                | 36                                | 106                               | 5e sur 60                         |
| 2000 Sydney                      | 38                                | 30                                | 38                                | 106                               | 4e sur 68                         |
| 2004 Athènes                     | 20                                | 27                                | 24                                | 71                                | 7e sur 75                         |
| 2008 Pékin                       | 15                                | 21                                | 22                                | 58                                | 10e sur 76                        |
| 2012 Londres                     | 8                                 | 18                                | 16                                | 42                                | 17e sur 75                        |
| 2016 Rio de Janeiro              | 9                                 | 14                                | 9                                 | 32                                | 11e sur 83                        |
| 2020 Tokyo                       | 9                                 | 15                                | 12                                | 36                                | 15e sur 86                        |
| Total                            | 222                               | 207                               | 241                               | 670                               | 11e                               |

### Jeux paralympiques d'hiver
| Année                   | Or | Argent | Bronze | Total | Classement |
| 1984 Innsbruck          | 0  | 0      | 0      | 0     | —          |
| 1988 Innsbruck          | 1  | 2      | 1      | 4     | 11e sur 22 |
| 1992 Tignes-Albertville | 0  | 1      | 3      | 4     | 17e sur 19 |
| 1994 Lillehammer        | 1  | 6      | 3      | 10    | 13e sur 25 |
| 1998 Nagano             | 8  | 0      | 0      | 8     | 7e sur 31  |
| 2002 Salt Lake City     | 3  | 2      | 2      | 7     | 12e sur 22 |
| 2006 Turin              | 0  | 1      | 1      | 2     | 13e sur 19 |
| 2010 Vancouver          | 1  | 2      | 0      | 3     | 13e sur 21 |
| 2014 Sochi              | 1  | 1      | 1      | 3     | 13e sur 19 |
| 2018 Pyeongchang        | 0  | 1      | 1      | 2     | 23e sur 26 |
| Total                   | 15 | 16     | 12     | 43    | 16         |

### Médailles par sport aux jeux d'été
| Rang  | Sport | Sport                           |     |     |     | Total |
| ----- | ----- | ------------------------------- | --- | --- | --- | ----- |
| 1     |       | Natation                        | 111 | 125 | 118 | 354   |
| 2     |       | Athlétisme                      | 85  | 67  | 61  | 213   |
| 3     |       | Cyclisme                        | 13  | 15  | 21  | 49    |
| 4     |       | Boccia                          | 5   | 7   | 7   | 19    |
| 5     |       | Judo                            | 4   | 9   | 7   | 20    |
| 6     |       | Tennis de table                 | 1   | 6   | 13  | 20    |
| 7     |       | Tir                             | 1   | 2   | 2   | 5     |
| 8     |       | Triathlon                       | 1   | 1   | 3   | 5     |
| 9     |       | Escrime en fauteuil roulant     | 1   | 0   | 4   | 5     |
| 10    |       | Tir à l'arc                     | 0   | 2   | 1   | 3     |
| 11    |       | Goalball                        | 0   | 1   | 1   | 2     |
| 12    |       | Basket-ball en fauteuil roulant | 0   | 1   | 0   | 1     |
| 13    |       | Football à 5                    | 0   | 0   | 2   | 2     |
| 14    |       | Football à 7                    | 0   | 0   | 1   | 1     |
| 15    |       | Canoë-kayak                     | 0   | 0   | 0   | 0     |
| 16    |       | Force athlétique                | 0   | 0   | 0   | 0     |
| 17    |       | Aviron                          | 0   | 0   | 0   | 0     |
| 18    |       | Taekwondo                       | 0   | 0   | 0   | 0     |
| 19    |       | Tennis en fauteuil roulant      | 0   | 0   | 0   | 0     |
| Total | Total | Total                           | 222 | 236 | 241 | 699   |

### Médailles par sport aux jeux d'hiver
| Rang  | Sport | Sport       |    |    |    | Total |
| ----- | ----- | ----------- | -- | -- | -- | ----- |
| 1     |       | Ski alpin   | 15 | 15 | 10 | 40    |
| 2     |       | Ski de fond | 0  | 2  | 1  | 3     |
| 3     |       | Snowboard   | 0  | 0  | 1  | 1     |
| Total | Total | Total       | 15 | 17 | 12 | 44    |